# Colobanthus brevisepalus
Colobanthus brevisepalus är en nejlikväxtart som beskrevs av T. Kirk. Colobanthus brevisepalus ingår i släktet Colobanthus, och familjen nejlikväxter. Inga underarter finns listade i Catalogue of Life.